# Floragard
Die Floragard Vertriebs-GmbH (früher Torfstreuverband) entwickelt und vertreibt seit 1919 Blumenerden und Substrate für Hobby-Gärtner und den Produktionsgartenbau. Dabei exportiert die Firma weltweit in mehr als 85 Länder. Das Sortiment reicht von Allroundblumenerde über torffreie Bio-Spezialerden bis hin zu individuell gemischten Substraten. 

## Geschichte

Logo am Haupteingang der Floragard-Zentrale in Oldenburg

Torfbahn auf dem Gelände der Floragard-Zentrale (Dekoration)

Das Unternehmen geht auf die Gründung der Torfstreuverband GmbH am 21. Mai 1919 in Berlin zurück. 10 Jahre später, im Jahr 1929, wurde die Qualitätsmarke „Floratorf“ geschaffen. Für eine fachliche Beratung wurde 1934 der Torfhumusdienst gegründet. Nach Ende des Zweiten Weltkriegs erfolgte 1946 der Umzug in die Rohstoffheimat Niedersachsen. Bis heute ist die Stadt Oldenburg der Sitz der Unternehmenszentrale, in der mehr als 75 Mitarbeiter beschäftigt sind. 1950 begann erstmals die Vermarktung im europäischen Ausland. Für Hobby-Gärtner sind Blumenerden seit 1987 unter dem Markennamen „Floragard“ erhältlich.
Die Umfirmierung von der Torfstreuverband GmbH in den heutigen Firmennamen Floragard Vertriebs-GmbH erfolgte 1991. Im Jahr 1992 war Floragard Mitbegründer des Naturschutz- und Informationszentrums Goldenstedt. Der Umzug an den heutigen Standort in Oldenburg Tweelbäke fand 1996 statt. 2010 setzte Floragard mit dem Relaunch der Marke Floragard ein deutliches Zeichen am Hobby Markt. Um in einigen der absatzstärksten Länder vor Ort zu sein, wurde 1998 ein eigenes Büro im Elsass in Frankreich und 2015 eine Tochterfirma in China gegründet.
Floragard wird seit der Gründung von über 20 selbständigen Gesellschaftern in Deutschland und dem Baltikum getragen, die meist Eigentümer der Rohstoffflächen und Produktionswerke sind. Die Produktionsaufträge werden zentral von Floragard an die Gesellschafter unter Berücksichtigung von Beständen, Produktionskapazitäten und Transportkosten zugeordnet.

## Produkte
Bis zu Beginn der 1950er Jahre wurde lediglich Torf ohne zusätzliche Dünger angeboten. Floragard entwickelte die ersten Torfmischungen, die die Vorteile von Torf und Dünger miteinander verbanden. Auf dieser Grundlage entstanden in der Folge zahlreiche neue Produkte für Erwerbsgartenbau und Hobbygärtner.

## Besonderheiten
- Um den Absatz von Torfprodukten auszuweiten, entwickelte Floragard in den 1930er Jahren den sogenannten „Flora-Säuglings-Torfmull“, einen Vorläufer der Windel zur Trockenbettung von Säuglingen
- 1957 drehte der Torfstreuverband einen Werbefilm unter dem Titel „Große Liebe zu kleinen Gärten“. Hauptdarstellerin ist Petra Schürmann („Miss World 1956“)
- bei dem Markennamen „Floragard“ handelt es sich um einen Kunstnamen, der mit „Flora“ die Welt der Pflanzen und mit „Gard“ das altdeutsche Wort für Schutz aufgreift
- Floragard gehört zu den Mitbegründern des Naturschutzzentrums Goldenstedter Moor bei Vechta
- Sphagnum Farming Versuchsflächen vom Gesellschafterwerk Moorkultur Ramsloh mit insgesamt mehr als 12 ha die größte zusammenhängende Sphagnum-Farming-Fläche weltweit
- seit 1982 Aussteller auf der Internationalen Pflanzenmesse in Essen (IPM)
- Der Bundesverband Deutscher Heimwerker-, Bau- und Gartenfachmärkte (BHB) nominierte Floragard für den Kundenservice-Preis 2010
- eigenes Zentrallabor und 600 m² Versuchsgewächshaus auf dem Firmengelände
- Floragard bildet in verschiedenen kaufmännischen Berufen aus, darunter seit 2019 auch zum/zur Kaufmann/Kauffrau (m/w/d) im E-Commerce

## Schwesterunternehmen
Die Floragard Vertriebs-GmbH ist das Schwesterunternehmen der Plantaflor Humus Verkaufs-GmbH mit Sitz in Vechta.

## Tochterunternehmen
Am 11. Dezember 2015 wurde in Foshan City, Guangdong Province in China die Tochterfirma „Floragard Horticulture (Foshan) Co., Ltd.“ gegründet. Das Büro tätigte 2016 die ersten vertrieblichen Aktivitäten und betreut die Kunden direkt vor Ort.